# Чеботарёво (Оренбургская область)
Чеботарёво — село в Кувандыкском городском округе Оренбургской области.

## География
Расположено на левом берегу Касмарки в месте впадения в неё реки Берделя, в 1 км от границы с Башкортостаном, в 33 км к северо-западу от Кувандыка и в 130 км к востоку от Оренбурга.
В селе 12 улиц: Зелёная, Интернациональная, Коммунаров, Кооперативная, Лесная, Луговая, Молодёжная, Новая, Советская, Солнечная, Центральная, Школьная.

## История
Существует с XIX века.

## Население
| 2010 |
| ---- |
| 517  |

Проживают русские, башкиры.

## Инфраструктура
В селе есть школа, 3 магазина и почтовое отделение, сельский клуб.

## Транспорт
Чеботарёво доступно автотранспортом.